# خولیو سزار بریتوس
خولیو سزار بریتوس (اسپانیایی: Julio César Britos‎; ۱۸ مهٔ ۱۹۲۶ – ۲۷ مارس ۱۹۹۸) بازیکن فوتبال اهل اروگوئه بود.
از باشگاه‌هایی که در آن بازی کرده‌است می‌توان به باشگاه فوتبال رئال مادرید و باشگاه فوتبال پنیارول اشاره کرد. وی به‌همراه تیم ملی فوتبال اروگوئه قهرمان جام جهانی فوتبال ۱۹۵۰ شده است.